# ام‌السواد
ام‌السواد (خرمشهر)، روستایی از توابع بخش مرکزی شهرستان خرمشهر در استان خوزستان ایران است.

## جمعیت
این روستا در دهستان غرب کارون قرار دارد و براساس سرشماری مرکز آمار ایران در سال ۱۳۸۵، جمعیت آن ۲۱۳ نفر (۳۱خانوار) بوده‌است.
عید 97 به خوزستان رفتیم البته اگه زودتر برنگشته بودیم خونه - تهران - گیر افتاده بودیم و ماجرای سیل گریبانگیر ما هم میشد البته تو مسیر برگشت نزدیک تو یه شهر سیل ما را ببرد و خداوند حافظ انسان است. بگذریم ...
محل اقامتمون تو اهواز نزدیک کارون بود روستاهای اطراف کارون واقعا از نظر مادی خیلی خیلی ضعیف هستند از دیدن برخی مسائل واقعا قلبم درد می گرفت آخه چرا؟ این همون سرزمینی است که مردمانش برای حفظ شهر چقدر مروت نشان دادند و چقدر از شهدای ما در این خطه بوده و نفس کشیده اند و به شهادت رسیده اند خدا کنه بیشتر و بیشتر دیده شود از طرف مسوولین مربوطه.
به امید روزهای زیباتر